# Sophonisbe (Corneille)
Sophonisbe est une tragédie de Pierre Corneille représentée pour la première fois en janvier 1663 à l'hôtel de Bourgogne.

## Personnages
- Syphax : roi de Numidie
- Massinisse : autre roi de Numidie
- Lélius : lieutenant de Scipion, consul de Rome
- Lépide : tribun romain
- Bocchar : lieutenant de Syphax
- Mézétulle : lieutenant de Massinisse
- Albin : centenier (centurion) romain
- Sophonisbe : fille d'Hasdrubal, général des carthaginois (Hasdrubal Gisco), et reine de Numidie
- Eryxe : reine de Gétulie
- Herminie : dame d'honneur de Sophonisbe
- Barcée : dame d'Honneur d'Eryxe
- Page de Sophonisbe
- Gardes

## Synopsis
Acte I – Scène 1: Les Romains, alliés à Massinisse (roi déchu d'un État de Numidie), ont assiégé Cyrthe (capitale de Numidie). Bocchar, lieutenant de Syphax (roi de Numidie), rapporte à Sophonisbe (reine de Numidie, carthaginoise) comment l'arrivée de l'armée de Syphax a arrêté l'avance romaine. Lélius (lieutenant de Scipion) a demandé à parlementer avec Syphax. La paix pourrait être signée, souhaitée par Syphax qui ne pense qu'à son amour pour Sophonisbe. Celle-ci lui fait répondre de penser plus à sa gloire qu'à son amour pour elle. 
Scène 2 : Devant l'étonnement de sa dame d'honneur (Herminie), Sophonisbe explique qu'elle fut auparavant fiancée à Massinisse, mais, alors que Massinisse était en Espagne, son père Asdrubal l'avait donnée en mariage à Syphax pour éviter que ce dernier ne fasse alliance avec les Romains. Syphax avait aussitôt annexé le royaume de Massinisse et proposé les deux couronnes à Sophonisbe. Elle avait alors choisi sa grandeur et les intérêts de Carthage, et n'avait pas écouté son cœur.  Plus tard, pour satisfaire un fond d'amour pour lui mais aussi parce qu'il lui était agréable de régner sur le cœur de l'amant déchu, elle avait demandé à Syphax de proposer sa sœur à Massinisse qui avait refusé et préféré Éryxe, reine de Gétulie. Syphax, irrité par cet affront, avait alors capturé Eryxe aujourd'hui captive en Numidie.  Sophonisbe sait qu'une paix entraînerait le mariage d'Éryxe avec Massinisse, ce qui froisse son orgueil ; alors que si Massinisse gagne, elle se plaît à penser que ce choix forcé d'antan ne l'aura pas aigri et qu'il aura conservé tout son amour pour elle.   
Scène 3 : Eryxe entre accompagnée de Barcée, sa dame d'honneur. Elle montre sa joie car elle est convaincue que Syphax va accepter la paix : sinon Rome et Massinisse gagneront la bataille. Dans tous les cas elle sera gagnante et épousera Massinisse. Méthodiquement Sophonisbe s'emploie à tempérer son optimisme. Puis Syphax est annoncé ; Eryxe se retire.
Scène 4 : Syphax est résolu à signer la paix ; les Romains sont prêts à oublier son alliance avec Sophonisbe s'il reste neutre dans leur conflit avec Carthage. Sophonisbe l'accuse alors de montrer de l'ingratitude pour Carthage et met en doute son amour pour elle, alors qu'elle avait renoncé à Massinisse. Elle le menace de retourner mourir à Carthage si les Romains attaquent sa cité. Et si Carthage est vaincue, Syphax sera en danger face à Massinisse allié des Romains. Elle lui conseille d'attaquer pour profiter de l'avantage du nombre et de l'absence de Scipion, et lui promet une aide de Carthage. Ebranlé, amoureux, Syphax accepte. 
Acte II – Scène 1 : Syphax a été vaincu. Eryxe n'est plus captive mais sa joie est brisée. Elle sait que Massinisse a promis à Sophonisbe, maintenant captive, qu'il ferait tout pour qu'elle ne soit pas amenée à Rome. Elle est persuadée qu'il a gardé son amour pour elle.  Sachant bien qu'une femme jalouse perdrait tout crédit, Eryxe décide de feindre l'indifférence. 
Scènes 2 & 3 : Lorsque Massinisse lui annonce qu'il va lui rendre son sceptre, elle feint de s'inquiéter du sort de Sophonisbe. Massinisse reconnait que sa promesse sera difficile à tenir, mais qu'il s'y emploiera à condition d'avoir son consentement. Eryxe accepte avec empressement. Devant Sophonisbe, elle va jusqu'à dire qu'elle consentirait même à ce qu'elle lui dérobe Massinisse. 
Scènes 4 & 5 : Massinisse propose à Sophonisbe de l'épouser sur le champ. C'est le seul moyen pour la soustraire aux Romains ; demain sera trop tard car Lélius sera de retour. Sophonisbe se fait prier ; elle assure que cette union ne changera rien à sa haine contre Rome. Seule avec Herminie, elle lui confie que sa plus grande joie est d'enlever Massinisse à Eryxe. De plus, avec le temps, elle ne désespère pas de rallier ce dernier contre Rome.  
Acte III – Scènes 1 & 2 : Massinisse a demandé à son lieutenant (Mézétulle) de fermer les portes de la cité et d'aller voir Sophonisbe pour qu'elle se hâte.  Eryxe s'approche ; elle feint de n'avoir aucun ressentiment face à la décision de Massinisse. Ce dernier s'offusque, lui fait le reproche de ne l'avoir jamais aimé et de n'avoir eu pour seul intérêt que ses couronnes. Du reste il n'est pas encore sûr que Rome accepte qu'il soit roi. Eryxe le rassure : les Romains accepteront mais elle doute qu'ils acceptent son mariage avec Sophonisbe ; or c'est précisément ce qu'elle veut éviter car ceci serait une atteinte à l'image de la royauté qui pourrait lui ôter tout crédit auprès du peuple. 
Scènes 3 et 4 : Sophonisbe s'approche. Eryxe lui répète son doute concernant les Romains et sa crainte pour l'image de la royauté.  Sophonisbe a lu dans le jeu d'Eryxe et conseille à Massinisse de se méfier d'elle. Mais elle accorde crédit à ses craintes et lui demande d'aller annoncer lui-même la nouvelle aux Romains afin de voir leur réaction. 
Scènes 5, 6 et 7 : Syphax, accompagné de Lépide (tribun romain), a obtenu une entrevue avec Sophonisbe. Il ne lui reproche pas ses mauvais conseils et se réjouit qu'elle le préfère toujours à Massinisse. Sophonisbe lui annonce alors son mariage avec Massinisse afin d'éviter de tomber dans les mains de Rome. Devant ses reproches, elle regrette qu'il ne se soit pas donné la mort comme il sied aux grands rois, ou qu'il ne se soit pas replié dans Cyrthe où elle serait morte avec lui. Elle ne fait après tout que s'acquitter de la première promesse faite à Massinisse.  Lépide a assisté à la scène et fait part à Syphax qu'il va transmettre son avis à Lélius. 
Acte IV – Scène 1 : Lélius dit à Syphax que Rome a pour lui un reste d'amitié, et ne comprend pas pourquoi il a refusé la paix. Syphax lui avoue qu'il a fait cela pour plaire à Sophonisbe, qui est maintenant avec Massinisse et va certainement le monter contre Rome. Il demande à Lélius de les arrêter dès maintenant. 
Scènes 2 et 3 : Massinisse a appris que Sophonisbe a été amenée par les Romains. Il explique à Lélius comment il a rabaissé Carthage en reprenant Sophonisbe. Lélius lui dit qu'il ne pourra être ami de Rome et époux de Sophonisbe. Massinisse s'emporte et lui reproche de ne pas connaître l'amour. Lélius répond que l'amour doit s'effacer devant la raison d'État ; il lui rend service en le contraignant à renoncer à ce mariage. Massinisse se plie tristement à sa décision, mais souhaite faire une dernière tentative auprès de Scipion dont on annonce l'arrivée. Lélius accepte qu'il revoie auparavant Sophonisbe pour la consoler. 
Scène 4 : Massinisse demande à Sophonisbe de l'accompagner auprès de Scipion et d'exercer son charme afin de plaider sa cause. Celle-ci refuse de s'abaisser à aller mendier sa pitié ; elle préfèrerait le divorce et lui enjoint de partir. Il lui demande en vain de lui dire qu'elle l'aime pour renforcer son courage.  
Acte V - Scènes 1 et 2 : Sophonisbe, dans l'attente, est persuadé que Massinisse a échoué. Elle se dit qu'elle a été trop loin en acceptant ce mariage, alors qu'elle était surtout motivée à braver Eryxe. Elle invite celle-ci pour la braver une dernière fois. Mézétulle vient lui annoncer que Scipion ne veut même pas que Massinisse la revoie, mais il a réussi à lui écrire un mot et lui transmet un poison pour lui éviter le Capitole. Sophonisbe, amère, lui renvoie le poison ; elle juge qu'il est plus esclave qu'elle et en a donc davantage besoin.  
Scènes 3 et 4 : Eryxe s'approche. Voyant Lélius arriver, Sophonisbe la quitte rapidement non sans lui avoir dit qu'elle lui avait pris un prince Africain vaillant et généreux, mais qu'elle lui rend un lâche, esclave des Romains.
Scènes 5 et 6 : Lélius s'inquiète de l'attitude de Sophonisbe. Il craint qu'elle ne se donne la mort et demande à Lépide d'aller la surveiller et la convaincre de suivre Scipion. Il demande à Eryxe de pardonner la folie de Massinisse. Celle-ci refuse mais, en tant que femme, elle se pliera à la volonté des Romains.
Scène 7 : Lépide revient en courant ; il n'a pu empêcher Sophonisbe de s'empoisonner. Il raconte comment elle est morte en bravant Rome une dernière fois. Eryxe la plaint et l'admire. Lélius regrette qu'une telle fierté ne soit pas née romaine, et demande à Eryxe de laisser faire le temps pour pardonner à Massinisse.